# Ковчин
Ко́вчин — село в Україні, у Куликівській селищній громаді Чернігівського району Чернігівської області. Населення становить 1287 осіб. До 2017 орган місцевого самоврядування — Ковчинська сільська рада. За 2 км від Ковчина знаходилося зникле 1999 року село Петрівське.
Біля села розташований Ковчинський заказник.

## Історія
1859 року у козачому та казенному селі, Чернігівського повіту Чернігівської губернії, мешкало 2307 осіб (1110 чоловічої статі та 1196 — жіночої), налічувалось 228 дворових господарств, існувала православна церква та сільська розправа.
Станом на 1885 рік у колишньому казенному та власницькому селі Салтиково-Дівицької волості мешкало 2175 осіб, налічувалось 353 дворових господарства, існували православна церква, школа, 3 постоялих будинки, 4 водяних і 47 вітряних млинів, 5 маслобійних заводів.
За переписом 1897 року кількість мешканців зросла до 2364 осіб (1146 чоловічої статі та 1218 — жіночої), з яких 2331 — православної віри.
12 червня 2020 року, відповідно до розпорядження Кабінету Міністрів України № 730-р «Про визначення адміністративних центрів та затвердження територій територіальних громад Чернігівської області», село увійшло до складу Куликівської селищної громади.
19 липня 2020 року, в результаті адміністративно-територіальної реформи та ліквідації Куликівського району, село увійшло до складу Чернігівського району.

## Населення

### Мова
Розподіл населення за рідною мовою за даними перепису 2001 року:
| Мова       | Кількість | Відсоток |
| ---------- | --------- | -------- |
| українська | 1259      | 97.82%   |
| російська  | 26        | 2.02%    |
| білоруська | 2         | 0.16%    |
| Усього     | 1287      | 100%     |

## Відомі уродженці
- Деполович Лідія Платонівна (1869—1943) — український педагог і методист початкової освіти.
- Міжега Микола Якович (14 березня 1930 — 25 квітня 1993) — український економіко-географ, кандидат географічних наук, доцент Київського національного університету імені Тараса Шевченка.
- Туш Михайло Никифорович (9 жовтня 1943 — 4 січня 2013) — український політик, поет.
- Верзілов Аркадій Васильович (* 8.12.1867 — † 14.7.1931) — дослідник проблем середньовіччя, краєзнавства, архівіст, педагог, громадсько-політичний діяч.

## Галерея

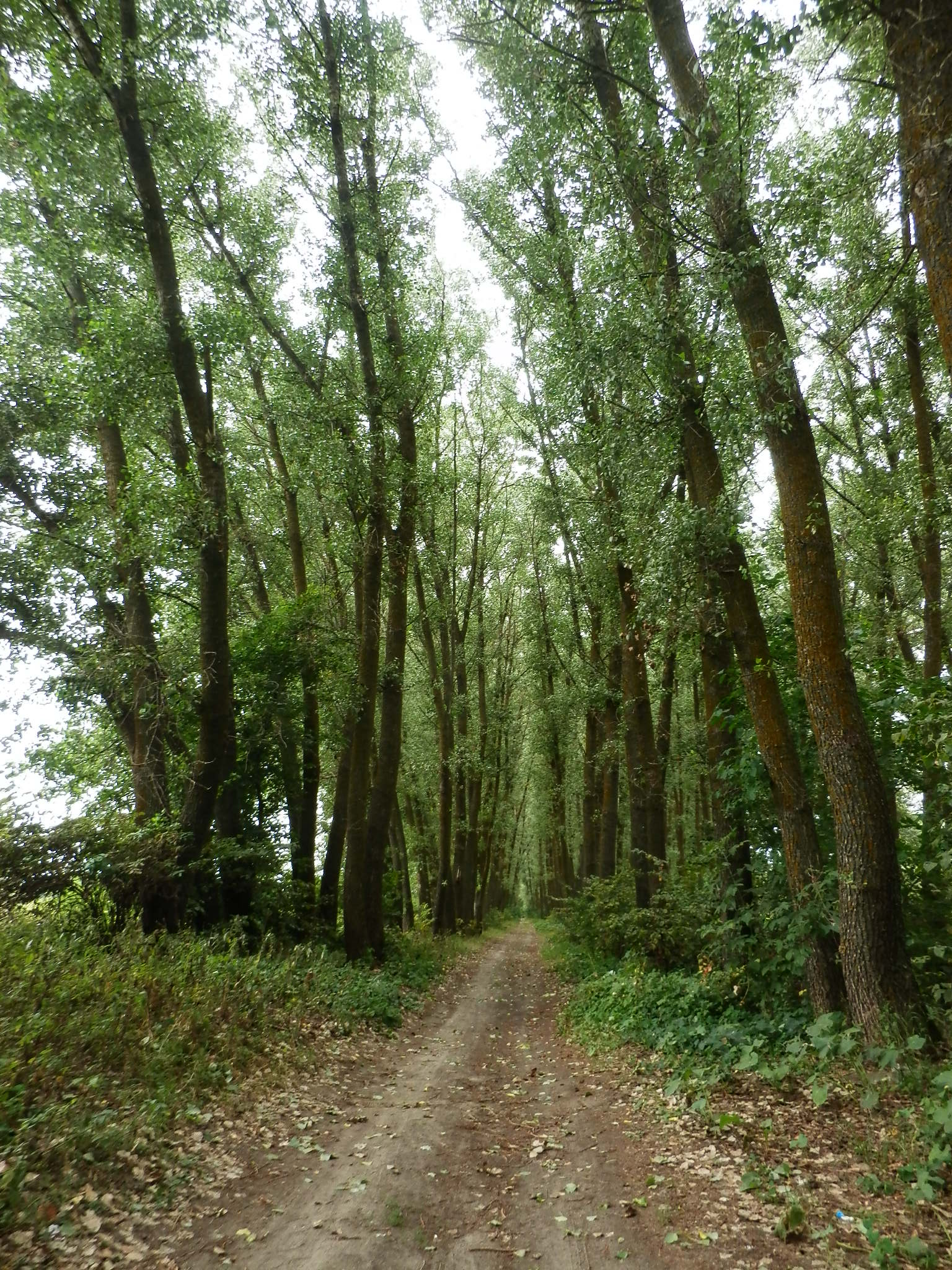
Ковчинський заказник